# Leymus racemosus
Leymus racemosus là một loài thực vật có hoa trong họ Hòa thảo. Loài này được (Lam.) Tzvelev mô tả khoa học đầu tiên năm 1960.

## Hình ảnh

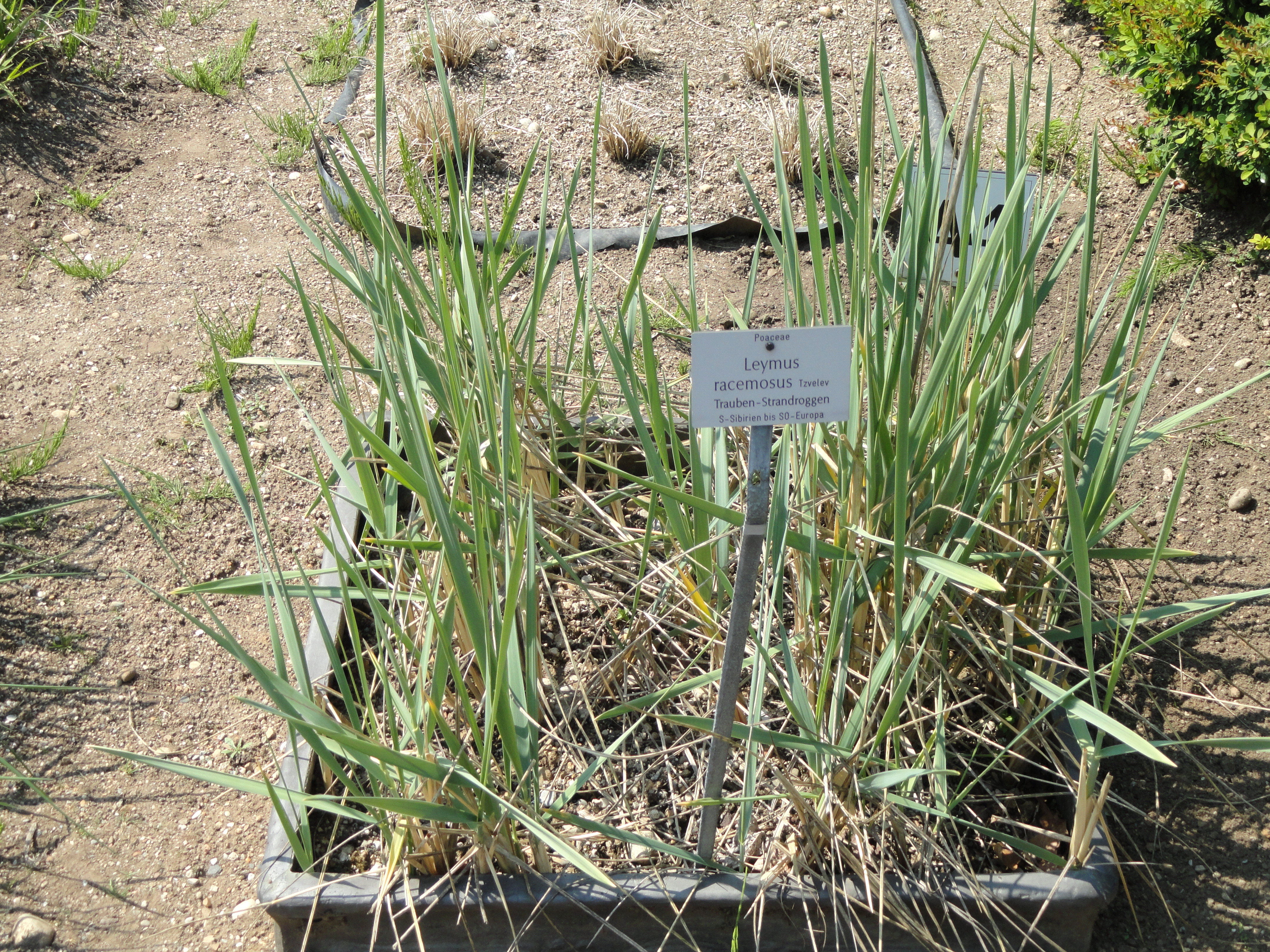